# Lực lượng Tên lửa Chiến lược Nga
Lực lượng tên lửa chiến lược Liên bang Nga (RVSN RF; tiếng Nga: Ракетные войска стратегического назначения Российской Федерации (РВСН РФ), đã Latinh hoá: Raketnye voyska strategicheskogo naznacheniya Rossiyskoy Federatsii) là một phiên hiệu của lực lượng vũ trang Liên bang Nga có nhiệm vụ quản lý và vận hành các tên lửa liên lục địa phóng từ mặt đất (ICBM). Lực lượng tên lửa chiến lược Liên bang Nga được thành lập ngày 17 tháng 12 năm 1959, với nhiệm vụ là lực lượng chính sẽ tấn công các cơ sở vũ khí hạt nhân, cơ sở quân sự, công nghiệp của kẻ thù.
Lực lượng này đảm nhiệm các tên lửa liên lục địa, tên lửa tầm trung xa, tên lửa tầm trung phóng từ mặt đất với tầm bắn trên 1.000 km. Sau khi Liên Xô sụp đổ vào năm 1991, các vũ khí trang bị và căn cứ phóng tên lửa của Lực lượng tên lửa chiến lược Liên bang Nga nằm trên lãnh thổ của các quốc gia độc lập, ngoài Nga, với các giếng phóng hạt nhân tại Belarus, Kazakhstan và Ukraina. Các quốc gia này đã chuyển cho Nga các tên lửa hạt nhân này và Nga đã phá hủy chúng theo Hiệp ước không phổ biến vũ khí hạt nhân. Lực lượng tên lửa hạt nhân chiến lược của Nga còn có phi đội máy bay ném bom hạt nhân chiến lược của Không quân và tên lửa hạt nhân phóng từ tàu ngầm của Hải quân Nga.

## Lịch sử ra đời
Đơn vị tên lửa chiến lược đầu tiên của Liên Xô được thành lập vào tháng 6 năm 1946, với việc chuyển Lữ đoàn cơ giới cận vệ số 92 đóng tại Bad Berka, Đông Đức thành Lữ đoàn dự bị đặc biệt số 22 trực thuộc Bộ tổng tham mưu. Ngày 18/10/1947, lữ đoàn này đã thực hiện vụ phóng thử tên lửa đạn đạo R-1 (phiên bản coppy của tên lửa A-4 của phát xít Đức) từ trường bắn Kapustin Yar. Đầu những năm 1950, Lữ đoàn số 77 và số 90 cũng được thành lập và trang bị tên lửa R-1 (SS-1a 'Scunner'). Lữ đoàn số 54 và 56 được thành lập cùng với việc thử nghiệm tên lửa R-2 (SS-2 'Sibling') tại Kapustin Yar ngày 1/6/1952.
Từ năm 1959, Liên Xô đã phát triển và chế tạo nhiều loại tên lửa liên lục địa, gồm có R-12 (SS-4 'Sandal'), R-7 (SS-6 'Sapwood'), R-16 (SS-7 'Saddler'), R-9 (SS-8 'Sasin'), R-26 (tên ký hiệu NATO SS-8 'Sasin'), R-36 (SS-9 'Scarp'), và RT-21 (SS-16 'Sinner') (SS-16 không được đưa vào trang bị).
Trong quá trình thử nghiệm tên lửa ICBM R-16, ngày 24/10/1960, tên lửa thử nghiệm đã phát nổ và giết chết
Đại tướng Mitrofan Ivanovich Nedelin là người đầu tiên chỉ huy lực lượng tên lửa chiến lược Liên Xô. Ông đã qua đời trong vụ nổ tên lửa R-16 vào ngày 24 tháng 10 năm 1960. Vụ việc này đã bị che giấu trong nhiều thập kỷ trước khi được giải mật với tên gọi Thảm họa Nedelin.
Dưới thời của Sergey Biryuzov, Liên Xô đã triển khai tên lửa đạn đạo tới Cuba năm 1962 trong chiến dịch Anadyr. Lữ đoàn tên lửa cận vệ số 43 cùng với 36 tên lửa đạn đạo R-12 đã được triển khai tới Cuba, mở đầu cho cuộc Khủng hoảng tên lửa Cuba.
Nguyên soái Nikolai Krylov là người chỉ huy Lực lượng tên lửa chiến lược từ tháng 3 năm 1963 đến tháng 2 năm 1972. Trong thời gian này, Tổng thống Pháp Charles de Gaulle đã đến thăm Lực lượng Tên lửa Chiến lược vào năm 1966. Cùng với Nikolai Krylov, ông đã đến thăm một sư đoàn tên lửa ở Novosibirsk, và sau đó theo lời mời của Leonid Brezhnev đã tham gia một vụ phóng tên lửa thử nghiệm tại Sân bay vũ trụ Baikonur. Vladimir Fedorovich Tolubko trở thành chỉ huy Lực lượng tên lửa chiến lược từ 12/4/1972 đến ngày 10/7/1985.
Tiếp theo là Đại tướng Lục quân Yury Pavlovich Maksimov, chỉ huy lực lượng từ ngày 10/7/1985 đến ngày 19/8/1992
Theo tạp chí Time, xuất bản năm 1980, dẫn phân tích của RAND Corporation, những công dân Liên Xô không có gốc Slavo sẽ không được gia nhập Lực lượng tên lửa chiến lược.

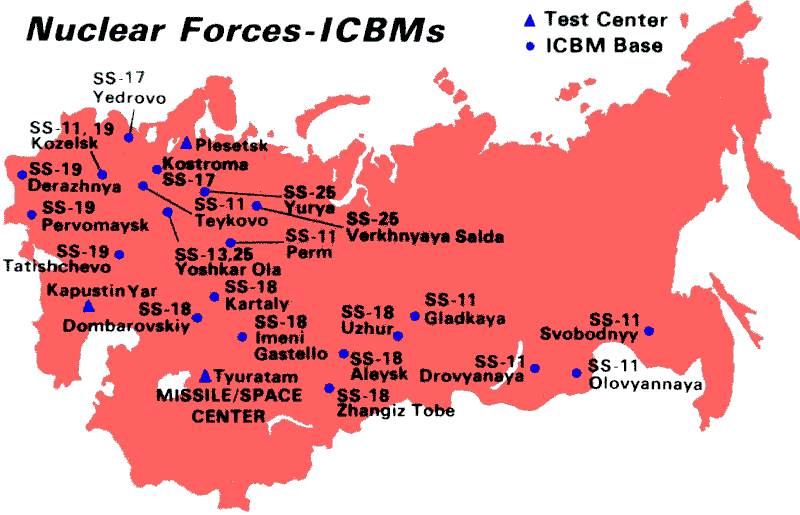
Bản đồ các căn cứ tên lửa ICBM của Liên Xô

Tính đến năm 1989 Lực lượng tên lửa chiến lược Liên Xô sở hữu 1.400 tên lửa ICBM, 300 trung tâm điều khiển tên lửa, và 28 căn cứ phóng tên lửa. The SMT cũng được trang bị tên lửa đạn đạo RSD-10 (SS-20 'Saber') (IRBM) và tên lửa đạn đạo tầm trung R-12 (SS-4 'Sandal') (MRBM). Hai phần ba lực lượng tên lửa RSD-10 của Liên Xô được phóng từ các Xe mang phóng tự hành đặt tại các căn cứ phía Tây Liên Xô và những tên lửa này luôn nhắm mục tiêu ở Tây Âu. Một phần ba lực lượng còn lại được bố trí ở sườn Đông dãy Ural và có mục tiêu là Trung Quốc. Các tên lửa R-12 cũ hơn được triển khai trong các bệ phóng cố định ở phía Tây Liên Xô.
Tháng 12 năm 1987, Hoa Kỳ và Liên Xô ký Hiệp ước Lực lượng hạt nhân tầm trung, theo đó sẽ vô hiệu hóa tất cả 553 tên lửa RSD-10 và R-12 trong thời gian 3 năm. Đến giữa năm 1989, hơn 50% số tên lửa RSD-10 và R-12 đã bị tiêu hủy.
Đến năm 1990 Liên Xô có 7 loại tên lửa ICBM vẫn đang hoạt động; khoảng 50% là tên lửa đạn đạo hạng nặng R-36M (SS-18 'Satan') và UR-100N (SS-19 'Stiletto'), chiếm 80% số đầu đạn hạt nhân phóng từ đất liền. Nga phát triển thêm các tên lửa ICBM mới phóng từ các xe mang phóng tự hành bao gồm RT-23 (SS-24 'Scalpel') và RT-2PM (SS-25 'Sickle'). Năm 1990, với việc ICBM R-12 gần như đã bị loại biên hoàn toàn, báo cáo của IISS cho thấy còn 350 tên lửa UR-100 (SS-11 'Sego,' Mod 2/3), 60 RT-2 (SS-13 'Savage') vẫn còn trong trang bị của Nga, 75 tên lửa UR-100MR (SS-17 'Spanker,' Mod 3, với đầu đạn 4 MIRV), 308 R-36M (phần lớn là phiên bản Mod 4 với 10 đầu đạn MIRV), 320 UR-100N (phần lớn là phiên bản Mod 3 với 6 đầu đạn MIRV), 60 RT-23 (giếng phóng và phóng từ tàu hỏa), và 225 RT-2PM (phóng từ xe mang phóng cơ động).
Bố trí của lực lượng tên lửa chiến lược Liên Xô 1960–1991
|                         | Sở chỉ huy                              | Năm thành lập | Năm giải thể | Sư đoàn |
| ----------------------- | --------------------------------------- | ------------- | ------------ | --- |
| 27th Guards Rocket Army | HQ Vladimir, Moscow Military District   | Sept. 1, 1959 | Hoạt động    | 7th Guards Rocket Division, 28th Guards Rocket Division, (32 ), 54th Guards Rocket Division, 60th Rocket Division |
| 31st Rocket Army        | Orenburg, Urals Military District       | Sept. 5, 1965 | Hoạt động    | 8th, 13th, 14th, (41st Guards), 42nd, 50, 52nd, (55), 59 |
| 33rd Guards Rocket Army | Omsk, Siberian Military District        | 1962          | Hoạt động    | 23, (34), 35th, 36th Guards, 38, 39th Guards, 57, 62 |
| 43rd Rocket Army        | Vinnitsa, Kiev Military District        | —             | 8/5/1988     | 19 (Khmelnitsky), 37th Guards (Lutsk), 43 (Kremenchug), 44 (Kolomyia, Ivano-Frankovsk Oblast, disbanded March 1990; 46 (Pervomaisk, Mykolaiv Oblast) |
| 50th Rocket Army        | Smolensk, Belorussian Military District | —             | 30/6/1990    | 1988: Sư đoàn cận vệ số 7, Sư đoàn cận vệ số 24 (Gvardeysk, tỉnh Kaliningrad), sư đoàn cận vệ số 31 (trước là Sư đoàn không quân cận vệ 83 Bryansko-Berlinskaya, đổi tên từ 1/7/1960), số 32 (Postavy, tỉnh Vitebsk), số 40, Sư đoàn cận vệ số 49 (Lida, Grodno, 1963 đến 1990), số 58 (Karmelava, Lithuania) |
| 53rd Rocket Army        | Chita, Transbaikal Military District    | 1962          | 16/9/2002    | 1988: 4th Rocket Division (Drovyanaya, Chita Oblast), 23rd Guards Rocket Division (Kansk, assigned 1983–2002), 27th Rocket Division (Svobodnyy, Amur Oblast), 29th, 36th Guards, 47th Rocket Division (Olovyannaya, Chita Oblast)                                                                             |

## Thập niên 2010

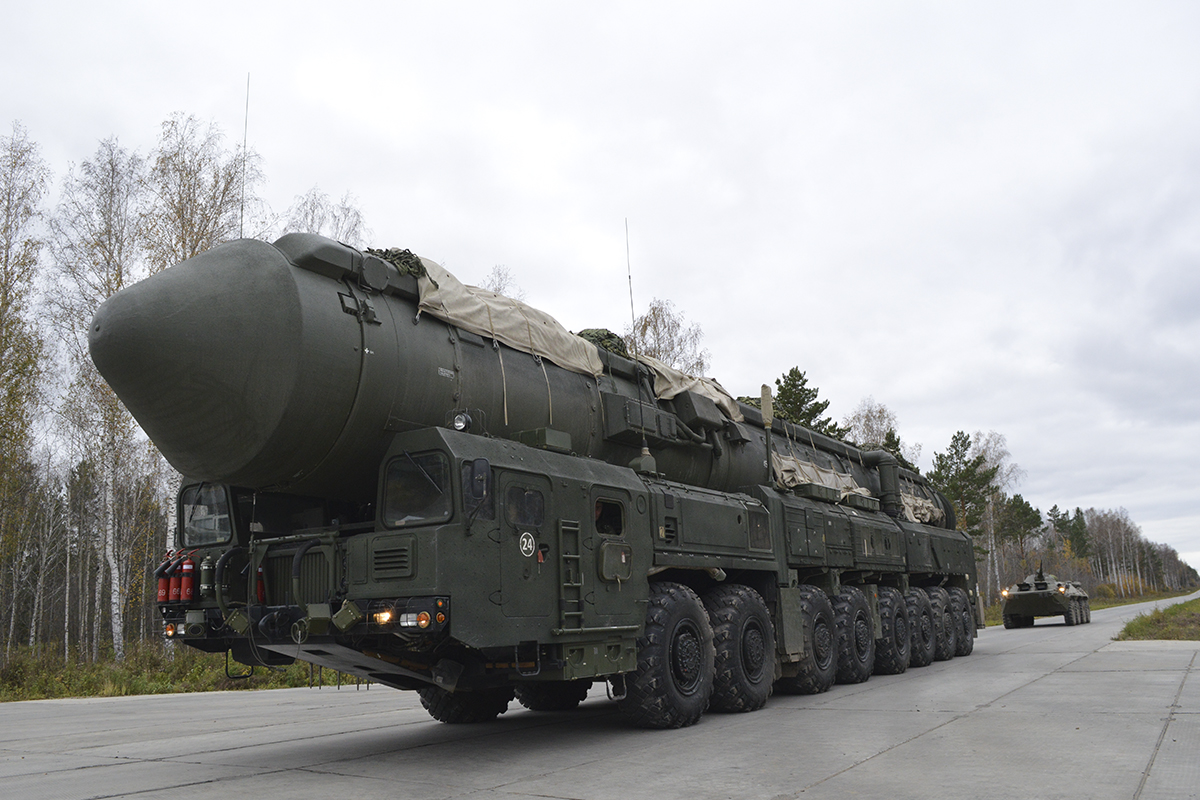
Hệ thống tên lửa ICBM RS-24 Yars (SS-29) trong biên chế của Sư đoàn tên lửa cận vệ số 39 trong buổi huấn luyện ngày 29/9/2017.

Theo Tuần báo quốc phòng Jane, Lực lượng tên lửa chiến lược của Nga có sở chỉ huy chính đặt tại Kuntsevo, ngoại ô Moscow, cùng với sở chỉ huy khác đặt tại Núi Kosvinsky dãy Ural.
Hiện nay các học viên nữ đã được chấp nhận vào học tại Học viện tên lửa chiến lược Thánh Peter (Moskva). Lực lượng tên lửa chiến lược cũng có một học viện đặt tại Serpukhov và Rostov-on-Don.
Lực lượng tên lửa chiến lược Nga vận hành nhiều loại tên lửa đạn đạo khác nhau. Trong đó, loại ICBM cũ nhất vẫn còn trang bị là R-36M2 / SS-18 Satan với khả năng mang mười đầu đạn. Hệ thống thứ hai là ICBM phóng từ giếng phóng UR-100NUTTH / SS-19 Stiletto, mỗi tên lửa có khả năng mang 6 đầu đạn, và sẽ bị loại biên vào năm 2019. Tên lửa phóng từ xe tự hành RT-2PM Topol / SS-25 Sickle cũng sẽ được loại biên năm 2019. Hiện quân đội Nga đang trang bị loại ICBM RT-2UTTH Topol-M / SS-27 Sickle B mang một đầu đạn, với 60 tên lửa phóng từ giếng phóng, và 18 tên lửa phóng từ xe mang phóng tên lửa. ICBM RS-24 Yars (nâng cấp từ Topol-M), với 3 đầu đạn được triển khai từ năm 2010d. Từ năm 2012 đến năm 2017, đã có khoảng 80 tên lửa ICBM được đưa vào trang bị. Bộ trưởng quốc phòng Nga cho biết trong cuộc họp báo vào tháng 5 năm 2021 rằng 86% lực lượng tên lửa hạt nhân sẽ được hiện đại hóa.
Các đơn vị tên lửa Nga hiện tại gồm:
- Quân đoàn tên lửa chiến lược cận vệ số 27 (trụ sở: Vladimir)
  - Phi đội không quân hỗn hợp số 98 (98th Separate Mixed Aviation Squadron)
  - Sư đoàn tên lửa cận vệ số 7 đóng tại Vypolzovo trang bị 18 tổ hợp xe mang phóng tự hành RT-2PM Topol
  - Sư đoàn tên lửa số 14 đóng tại Yoshkar-Ola trang bị 27 tổ hợp xe mang phóng tự hành RS-24 Yars
  - Sư đoàn tên lửa cận vệ số 28 đóng tại Kozelsk trang bị 15[26][27] tên lửa phóng từ giếng phóng RS-24
  - Sư đoàn tên lửa cận vệ số 54 đóng tại Teykovo trang bị 18 xe mang phóng tên lửa tự hành RT-2UTTH Topol-M và 18 xe mang phóng tên lửa tự hành RS-24[28]
  - 60th Rocket Division tại Tatischevo với 30 tên lửa UR-100NUTTH và 60 tên lửa RT-2UTTH Topol-M phóng từ giếng phóng
- 31st Rocket Army (trụ sở: Rostoshi)
  - 102nd Separate Mixed Aviation Squadron
  - 8th Rocket Division tại Pervomaysky, tỉnh Kirov.
  - 13th Red Banner Rocket Division tại Dombarovskiy trang bị 18 tên lửa R-36M2 phóng từ giếng phóng và 4 tên lửa UR-100NUTTH trang bị thiết bị bay dạng tàu lượn siêu vượt âm Avangard (Project 4202).[29][30] Tên lửa R-36 sẽ được thay thế bằng các tên lửa mới RS-28 Sarmat.[31]
  - 42nd Rocket Division tại Nizhniy Tagil với 27 tên lửa RS-24 Yars phóng từ bệ phóng tự hành.
- 33rd Guards Rocket Army (trụ sở: Omsk)
  - 105th Separate Mixed Aviation Squadron
  - 29th Guards Rocket Division tại Irkutsk với 27 tên lửa RS-24 Yars phóng từ xe phóng tự hành.
  - 35th Rocket Division tại Barnaul với RT-2PM Topol và[32] RS-24 Yars
  - 39th Guards Rocket Division tại Novosibirsk với 27 tên lửa RS-24 Yars
  - 62nd Rocket Division tại Uzhur với 28 tên lửa R-36M2 phóng từ giếng phóng cố định, dự kiến được thay thế bởi tên lửa RS-28 Sarmat.[31]

### Số lượng tên lửa đạn đạo và đầu đạn hạt nhân

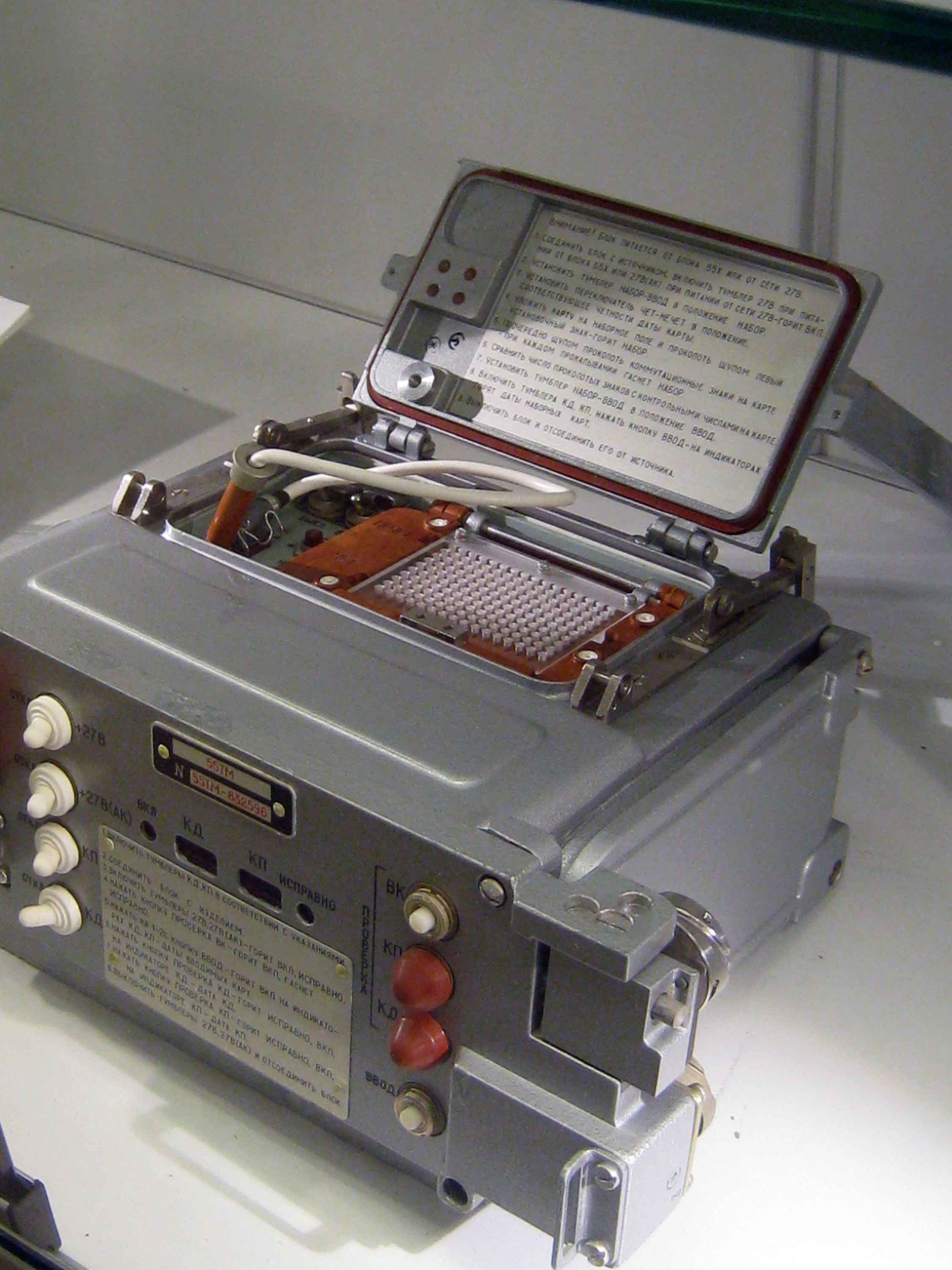
Bộ điều khiển cho phép phóng tên lửa.

Lực lượng tên lửa chiến lược của Nga hiện sở hữu:
- 46 tên lửa R-36M2 (SS-18) phóng từ giếng phóng, trang bị 10 đầu đạn, sẽ loại biên vào năm 2022.
- Ít hơn 45 hệ thống tên lửa đạn đạo RT-2PM "Topol" (SS-25) phóng từ xe mang phóng tự hành trang bị 1 đầu đạn.
- 60 tên lửa ICBM RT-2UTTH "Topol M" (SS-27) phien bản giếng phóng trang bị 1 đầu đạn.
- 18 tên lửa RT-2UTTH "Topol M" (SS-27) phóng từ xe mang phóng tự hành với 1 đầu đạn.
- 15 tên lửa RS-24 "Yars" (SS-29) phóng từ giếng phóng với 4 đầu đạn.
- 135+ tên lửa RS-24 "Yars" (SS-29) phóng từ xe mang phóng tự hành với 4 đầu đạn.

## Các loại tên lửa thế hệ đầu của lực lượng tên lửa chiến lược Liên Xô/Nga

### Tên lửa đạn đạo tầm trung
- R-12 Dvina, SS-4 Sandel (1959 - 1993).

### Tên lửa đạn đạo tầm trung xa
- R-14 Chusovaya, SS-5 Skean (1962 - 1984).
- RSD-10 Pioneer, SS-20 Sabre, SS-23 Sabre 2 (1976 - 1988).

### Tiên lửa đạn đạo liên lục địa
- MR-UR-100 Sotka (SS-17 Spanker) (1975 - 1995).
- R-7 Semyorka (SS-6 Sapwood)  1959 - 1968.
- R-9 Desna (SS-8 Sasin) – 1964 - 1976.
- R-16 (SS-7 Saddler) –  1961 - 1976.
- RT-2, SS-13 Savage – 1968 - 1976.
- RT-20P, SS-15 Scrooge – 1961 - 1962.
- RT-21 Temp 2S, SS-16 Sinner – 1976 - 1986.
- RT-23 Molodets, SS-24 Scalpel – 1987 - 2005.
- UR-100 (SS-11 Sego) – 1967 - 1974.
- UR-200, SS-10 Scrag – 1963 - 1964.

## Trong tương lai
Theo Liên đoàn các nhà khoa học Mỹ, có thể dự đoán trước, tất cả các loại ICBM thế hệ mới của Nga sẽ được thay thế bằng các phiên bản mang nhiều đầu đạn độc lập MIRV của tên lửa SS-27 "Topol-M", dù cho các tên lửa ICBM mới vẫn được phát triển. Theo như giới quân sự Nga cho biết, đầu thập niên 2020 các tên lửa ICBM R-36 (SS-18) và RT-2PM (SS-25 Sickle) sẽ được rút ra khỏi trang bị cùng với ICBM UR-100N (SS-19 Stiletto). Lực lượng tên lửa chiến lược Nga sẽ chủ yếu dựa vào các phiên bản của tên lửa ICBM nhiên liệu rắn SS-27 "Topol-M" (với phiên bản tên lửa SS-27 Mod 1 (Topol-M); SS-27 Mod 2 (RS-24 Yars); và RS-26 Rubezh) và tên lửa nhiên liệu lỏng RS-28 Sarmat với khả năng mang tải trọng lớn, trang bị đầu đạn MIRV hoặc các tải trọng khác với mục đích đánh lừa hệ thống phòng thủ.